# Васупуджья

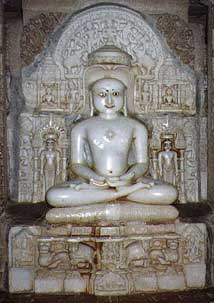
Статуя тиртханкары

Васупуджья — в джайнской традиции — 12-й тиртханкара нашей эпохи. Согласно джайнскому учению, он стал сиддхой, полностью сбросив с себя карму. Отец — король Васупуджья, мать- королева Джаядеви. Родился в городе Чампапури, на 14 день индийского месяца кришну.
После того как Васупуджья вырос, он не проявлял интереса к мирской жизни и королевскому величию. Родители хотели его поженить, но Васупуджья отказался от женитьбы, а также отказался и от претензий на трон. Несмотря на все уговоры семьи, он отрёкся от мирской жизни на 15 день тёмной половины индийского месяца пхальгуна. Всего через месяц интенсивных духовных практик Васупуджья достиг всеведения. После долгой жизни проповедника он достиг нирваны на 14 день светлой половины месяца ашадха.